# 렛츠런파크 부산경남
렛츠런파크 부산경남은 부산광역시 강서구 녹산동과 경상남도 김해시 장유3동에 위치한 경마공원이다. 더러브렛종 경주마의 생산 확대와 전국적 경마 시대를 열기 위해 1990년대에 설립 계획이 마련되어, 2005년 9월 30일에 개장하였다. 개장 당시 명칭은 부산경남경마공원(釜山慶南競馬公園)이었으나 2014년을 기해 현재의 이름으로 바뀌었다.
건설 중이던 2002년에는 부산 아시안게임의 승마종목이 열렸다. 이 공원의 전체 부지 면적은 약 38만평(약 124만m2)으로 이 가운데 19만평이 부산광역시, 나머지 19만평이 경상남도 관할 부지로 되어있다. 경마 관람, 마권 발매, 경마 진행 및 중계, VIP를 위한 시설인 관람대와 무료 조랑말 승마체험장, 미니축구장 등 다양한 놀이기구가 갖추어진 어린이 공원, 경마·승마 체험관, 무료견학 프로그램 등의 다양한 체험 프로그램을 경험할 수 있는 복합 어린이 공원이 들어서 있다.

## 주요 경주
| 월        | 경주                    | 거리     | 나이/성별        |
| Grade II  | Grade II                | Grade II | Grade II         |
| --------- | ----------------------- | -------- | ---------------- |
| 4월       | KRA컵 Mile              | 1600m    | 한국산 3세 암/수 |
| 8월       | 코리안오크스            | 1800m    | 한국산 3세 암    |
| Grade III |                         |          |                  |
| 8월       | 부산광역시장배          | 2000m    | 혼합 오픈        |
| 9월       | Owner's Cup             | 2000m    | 한국산 오픈      |
| 11월      | 경상남도지사배          | 2000m    | 혼합 오픈 암     |
| 기타 대상 |                         |          |                  |
| 3월       | 부산일보배 (핸디캡)     | 1400m    | 혼합 오픈 암     |
| 5월       | 국제신문배 (핸디캡)     | 1400m    | 혼합 오픈        |
| 6월       | KNN배 (핸디캡)          | 1600m    | 한국산 오픈      |
| 7월       | 경남도민일보배 (핸디캡) | 1800m    | 한국산 오픈      |
| 10월      | 경남신문배              | 1200m    | 한국산 3세 암/수 |
| 특별 경주 |                         |          |                  |
| 8월       | GCTC트로피 (핸디캡)     | 1800m    | 혼합 오픈 암     |
| 9월       | GC 트로피               | 1400m    | 한국산 오픈      |
| 10월      | MJC 트로피 (핸디캡)     | 1400m    | 혼합 오픈        |

## 구역
입구는 더비랜드에 있으며, 더비랜드에서 호스트리랜드와 호스아일랜드는 지하통로로 연결되어 있지만 더비랜드에서 호스아일랜드로 가려면 호스트리랜드를 거쳐야 한다. 호스아일랜드에서는 꽃마차, 이색바이크를 이용할 수 있다. 승마에 관한 것은 승마랜드에 위치하고 있다. 포니랜드는 더비랜드에서 바로 이동할 수 있다. 또한 자전거는 더비랜드에서만 이용할 수 있으며 호스트리랜드와 호스아일랜드는 자전거 및 인라인스케이트로 출입을 금한다.
- 더비랜드
  - 종합안내센터
  - 자전거 대여소
  - 경마체험관
  - 견학프로그램
  - 사계절썰매동산 슬레드힐
  - 분수광장
  - 전망대
- 포니랜드
  - 바운싱돔
  - 미니축구장
  - 어린이 놀이터
  - 포니승마장
- 호스트리랜드
  - 아시아존
  - 유럽존
  - 미주존
  - 말체험전시관
- 호스아일랜드
  - 꽃마차
  - 이색바이크
  - 사랑의 데크
  - 장미원
- 에코랜드
  - 가족테마존
  - 생활체육존
  - 생태숲존
- 승마랜드[3]
  - 승용마하우스
  - 실내승마장
  - 부산아시아드 승마경기장

## 견학 프로그램
견학 프로그램이 있으며, 종합안내센터 인근에 견학프로그램이라는 곳이 있다. 대형버스를 타고 마사 지역을 견학하게 된다. 견학시간은 1시간이다. 노선은 아래와 같다.
- 견학프로그램 접수처 → 본관 (영상물 관람) → 승용마사 → 동물병원 → 도핑검사소 → 말수영장[4] → 방송실 → 착순판정실